# Odontopera ovbvelata
Odontopera ovbvelata är en fjärilsart som beskrevs av Inoue 1987. Odontopera ovbvelata ingår i släktet Odontopera och familjen mätare. Inga underarter finns listade i Catalogue of Life.